# نیو این، کارمارتنشر
نیو این (به انگلیسی: New Inn) یک روستا در بریتانیا است که در کارمارتنشر واقع شده‌است. نیو این ۳۴۸ نفر جمعیت دارد.